# Étalleville
Étalleville település Franciaországban, Seine-Maritime megyében. Lakosainak száma 428 fő (2022. január 1.). Étalleville Bénesville, Berville, Doudeville és Prétot-Vicquemare községekkel határos.

## Népesség
A település népességének változása:
| Lakosok száma | 450  | 456  | 464  | 454  | 448  | 442  | 434  | 433  | 428  |
|               | 2013 | 2015 | 2016 | 2017 | 2018 | 2019 | 2020 | 2021 | 2022 |